# Freda Thompson
Pour les articles homonymes, voir Thompson.
Freda Thompson, née le 5 avril 1906 à South Yarra et morte le 11 décembre 1980, est une aviatrice pionnière, la première femme australienne à voler en solo du Royaume-Uni vers l'Australie. Elle est officier de l'Empire britannique (OBE).

## Biographie

### Jeunesse
Né à South Yarra, Melbourne Victoria, ses parents sont Frederick et Martha Thompson. Elle étudie au Toorak College de Melbourne, où il obtient des certificats de compétence en pianoforte et en patinage sur glace.

### Qualification pour le vol et début de carrière
Le 28 mai 1930, elle effectue son premier vol en tant que pilote et, plus tard dans l'année, obtient son brevet A. En 1932, elle obtient sont brevet de pilote professionnel « B », et devient la cinquième femme en Australie à détenir ce brevet. Elle se qualifie comme instructrice de vol en 1933 et déclarée comme la première femme de l'Empire britannique à obtenir une licence d'instructrice,.
En avril 1934, Freda Thompson s'embarque pour l'Angleterre afin de récupérer un nouvel aéronef De Havilland Moth Major, qu'elle nomme Christopher Robin. Il est équipé de réservoirs de carburant de grandes capacités pour le voyage vers l'Australie. Freda Thompson a alors accumulé plus de 250 heures d'expérience de vol. Le 28 septembre 1934, elle quitte Lympne, dans le Kent, pour le long voyage vers l'Australie en volant seule. Le voyage dure 39 jours, le temps de vol réel étant de 19 jours. Thompson endommage son avion G-ACUC (VH-UUC) lors d'un atterrissage de précaution à Megara,en Grèce, le vol vers l'Australie est retardé de 20 jours en attendant une pièce de rechange pour une aile endommagée. Freda Thompson arrive à Darwin le 6 novembre et à Mascot, Sydney le 20 novembre 1934.

### Seconde Guerre mondiale
Freda Thompson est commandante du Woman's Air Training Corps à Victoria de 1940 à 1942. Au cours de la Seconde Guerre mondiale, elle   demande à rejoindre la Women's Auxiliary Australian Air Force, mais n'obtient pas de réponse et, en 1942, elle s'enrôle dans l'Australian Women's Army Service,.

### Carrière ultérieure
Après la seconde guerre mondiale, Freda Thompson achète un Havilland Hornet Moth, qu''elle nomme Christopher Robin II. Elle effectue de nombreux vols en Australie et, en 1952, dans les territoires de Papouasie et de Nouvelle-Guinée. Elle participe à des courses aériennes et à des événements de vol en formation. Elle remporte quarante-sept trophées. En 1948, elle est présidente du Royal Victorian Aero Club. En 1980, elle atteint 3330 heures de vol.

### Mort
Freda Thompson meurt en 1980 à Malvern puis est incinérée.

## Récompenses et postérité
En 1937, Freda Thompson reçoit la médaille de couronnement du roi George VI et en 1953, elle reçoit la médaille de couronnement de la reine Elizabeth II. En 1937, Freda Thompson est nommé Officier de l'Ordre de l'Empire britannique (OBE).
Les papiers de Freda Thompson ont été remis à la Bibliothèque nationale d'Australie en 1990, et la collecte comprend sa casquette et ses lunettes de pilote d'avion des années 1930,.
En 1994, elle a été honorée par l'émission d'un timbre postal par l'Australia Post, faisant partie d'une série représentant des aviateurs australiens, dont  Stanley Goble, Ivor McIntyre, Lawrence Hargrave, Sir Keith et Sir Ross Macpherson Smith. Freda Thompson est intronisée au tableau d'honneur victorien des femmes en 2001.